# Mezinárodní den čaje
Mezinárodní den čaje se podle Organizace spojených národů slaví každoročně 21. května. Rezoluce Valného shromáždění OSN k připomínání tohoto Mezinárodního dne byla přijata 21. prosince 2019 a vyzývá Organizaci OSN pro výživu a zemědělství (FAO), aby se o jeho připomínání zasadila.
Cílem Mezinárodního dne čaje je zvýšit povědomí o dlouhé historii a hlubokém kulturním a ekonomickém významu čaje na celém světě. Cílem dne je propagovat a podporovat společné akce k realizaci aktivit ve prospěch udržitelné produkce a spotřeby čaje a zvyšovat povědomí o jeho významu v boji proti hladu a chudobě.
Mezinárodní den čaje se slaví 15. prosince od roku 2005 v zemích produkujících čaj, jako jsou Indie, Srí Lanka, Nepál, Vietnam, Indonésie, Bangladéš, Keňa, Malawi, Malajsie, Uganda a Tanzanie. Cílem Mezinárodního dne čaje je upozornit vlády a občany na celosvětový dopad celosvětového obchodu s čajem na pracovníky a pěstitele a je spojen s požadavky na podporu cen a spravedlivý obchod (fair trade).

## Historie
První Mezinárodní den čaje byl oslaven v Novém Dillí v roce 2005 na Světovém sociálním fóru, pozdější oslavy byly uspořádány na Srí Lance v letech 2006 a 2008. Oslavy Mezinárodního dne čaje a související celosvětové konference o čaji byly společně organizovány odborovými hnutími.
V roce 2015 navrhla indická vláda rozšíření oslav Mezinárodního dne čaje prostřednictvím mezivládní skupiny FAO pro čaj (IGG on Tea).
Mezivládní skupina FAO pro čaj vede mnohostranné úsilí na podporu světového čajového hospodářství, byla velkým zastáncem vyhlášení Mezinárodního dne čaje. V roce 2015 na zasedání v italském Miláně IGG on Tea projednávalo myšlenku Mezinárodního dne čaje. Návrh byl poté schválen Výborem FAO pro komoditní problémy (CCP) a následně přijat Valným shromážděním OSN v prosinci 2019.